# Коджа Давуд-паша
Коджа Давуд-паша (умер 20 октября 1498) — великий визирь Османской империи c 1482 по 1497 год.
В период правления Мехмеда II Давуд-паша занимал посты бейлербея Анатолии и бейлербея Румелии. С последнего он был снят из-за вражды с великим визирем Караманлы Мехмедом-пашой. Давуд принимал участие в кампаниях против Ак-Коюнлу и Венгрии. После смерти Мехмеда в 1481 году Баязид II восстановил Давуда в должности бейлербея Румелии, а через два года назначил на пост великого визиря. На этом посту Давуд участвовал в захвате Тепелены, Аданы и Тарса. В 1497 году Давуд был снят с поста и в следующем году умер.

## Биография
По происхождению Давуд был албанец и, видимо, от рождения носил другое имя. Попав по системе девширме в Стамбул, он получил имя Давуд и провёл детство и юность в Эндеруне, получая образование. Он известен под двумя прозвищами: Коджа и Дервиш.
Первое известное назначение после Эндеруна — пост санджакбея Черномена (Орменио). В этой должности Давуд совершал успешные набеги на территории, принадлежавшие Венгрии и Венеции, за что вскоре он получил пост санджакбея Анкары, а в 1470 году уже пост бейлербея Анатолии с доходом 700 000 акче. Как бейлербей Анатолии, Давуд участвовал в кампаниях против Караманидов. Например, летом  1472 году, когда войска Ак-Коюнлу напали на недавно захваченный османами Караман. Во главе армии в 20 000 человек помимо Юсуфчи Мирзы, военачальника Узуна Хасана, стояли Караманиды Пир Ахмед и Касым-бей. Когда их армия разорила Токат, то Давуд-паша сражался против них под формальным командованием шехзаде Мустафы. В  1473 году Давуд воевал против Узун Хасана, а в битве при Отлукбели он командовал авангардом.
К  1476 году Давуд был бейлербеем Румелии. Во главе армии Румелии в  1478 году он принимал участие в осаде Шкодера. Зимой 1477 года в Дунайской экспедиции он был ранен в грудь пушечным ядром. В следующем 1478 году в экспедиции против Шкодера он захватил Джебяк. Давуд враждовал с великим визирем Караманлы Мехмедом-пашой. Это привело к тому, что Давуд был снят с поста бейлербея и понижен до поста санджакбея Боснии.
В 1481 году умер Мехмед II, а вскоре погиб и Мехмед-паша, пытаясь обеспечить правление Джема-султана. Партия сторонников Баязида одержала победу. После своего воцарения Баязид восстановил Давуда в должности бейлербея Румелии и назначил его на пост визиря, а в  1483 году он стал великим визирем, сменив Исхака-пашу. На этом посту он находился 15 лет. За эти годы он провёл только две военные кампании. В  1487 году командующий армией в кампании против мамлюков Херсекзаде Ахмед-паша попал в плен. Тогда Давуд лично возглавил армию из 4000 янычаров и 10 000 азапов и отправился в Киликию. Он снова захватил Адану и Тарс и наказал племена тургутогулларов и варсак, которые встали на сторону мамлюков. В  1492 году в албанской кампании он взял Тепелену и вернулся в Стамбул со многими пленными.
 8 марта 1497 года Баязид обвинил его в побеге своего зятя Гёде Ахмеда-бея (внука Узун Хасана и Мехмеда II) и сместил с поста. Султан отправил Давуда в Диметоку с годовой пенсией в 300 000 акче.  20 октября 1498 года он умер и был похоронен в тюрбе перед михрабом своей мечети в Стамбуле.
Он был одним из самых богатых государственных деятелей своего времени. Его имущество было оценено в миллион дукатов. Давуд-паша, ценил учёных и помогал бедным. Его описывают как способного и честного государственного деятеля.
У него было четыре сына, известны имена двоих — Дамад Мустафа-паша (женатый на дочери Баязида, Фатьме) и Мехмед-бей.